# Italexit

Die Mitgliedsländer der Eurozone (Stand Juni 2015)
Staaten mit Euro als gesetzlicher Währung
EU-Staaten mit anderer gesetzlicher Währung
Nicht-EU-Staaten, die den Euro de facto verwenden

Italexit, auch Uscitalia, UscITA, Itexit oder Quitaly genannt, bezeichnet ein mögliches Ausscheiden Italiens aus der Eurozone. Es handelt sich um Kofferworte aus den englischen Worten Italy und exit, beziehungsweise deren Varianten auf Italienisch. Ein mögliches Ausscheiden Italiens aus der Eurozone wurde erstmals nach dem Verfassungsreferendum am 4. Dezember 2016 öffentlich breit diskutiert; in Folge der Parlamentswahlen in Italien 2018 war seit Ende Mai 2018 die Gefahr eines Ausscheidens Italiens immer wieder in der Diskussion.

## Hintergrund
Im Verfassungsreferendum vom 4. Dezember 2016 konnten die italienischen Wähler über eine vom Parlament gebilligte Verfassungsänderung abstimmen. Durch diese sollte die Regierung stabilisiert werden und die Wahrscheinlichkeit häufiger Neuwahlen vermindert werden. Präsident des Ministerrats Matteo Renzi warb für die Verfassungsänderung und kündigte vor dem Referendum an, bei einem „Nein“ zurückzutreten. Am 7. Dezember 2016 tat er dies. Schon vor dem Referendum gab es zahlreiche Spekulationen.

## Italexit-Szenarien

### Parallelwährung
Der ehemalige Ministerpräsident Silvio Berlusconi äußerte vor dem Referendum, der Euro sei ein schlecht durchdachtes Projekt gewesen und habe weder Italien noch Europa gutgetan. Gleichwohl hoffe er keinesfalls auf einen Italexit; dies wäre zu diesem Zeitpunkt ein Fehler. Denkbar wäre ein Zwei-Währungs-System, das Italien eine Teil-Souveränität über die zweite Währung gebe.

### Nord-Euro und Süd-Euro
Nord-Euro und Süd-Euro war ein Konzept, hinter dem die Forderung stand, den Euro in zwei Währungen zu spalten. Dieses Konzept wurde im Zuge der Eurokrise erstmals 2010 diskutiert. 

## Austrittsbestrebungen in anderen europäischen Ländern
In einigen europäischen Ländern gibt es Gruppierungen, die ebenfalls einen Austritt aus der Europäischen Union anstreben. In Anlehnung an die Bezeichnung „Brexit“ für den Austritt des Vereinigten Königreichs ist in diesem Zusammenhang die Rede von Danexit (Dänemark), Dexit (Deutschland), Frexit (Frankreich), Grexit (Griechenland), Nexit (Niederlande) oder Öxit (Österreich).